# Scrovegnikapellet
Scrovegnikapellet (italienska: Cappella degli Scrovegni), även kallat Arenakapellet, är ett kapell i centrala Padua, helgat åt Jungfru Marie bebådelse. Det beställdes av bankiren Enrico Scrovegni och konsekrerades år 1305. Kapellet är berömt för den freskcykel som Giotto målade åren 1303–1305. Freskerna föreställer scener ur Jesu och Marie liv.

## Bilder
| - Jungfruns bröllop. - Jesu födelse. - Korsfästelsen. - Noli me tangere. |